# مازراتی ۳۵۰۰

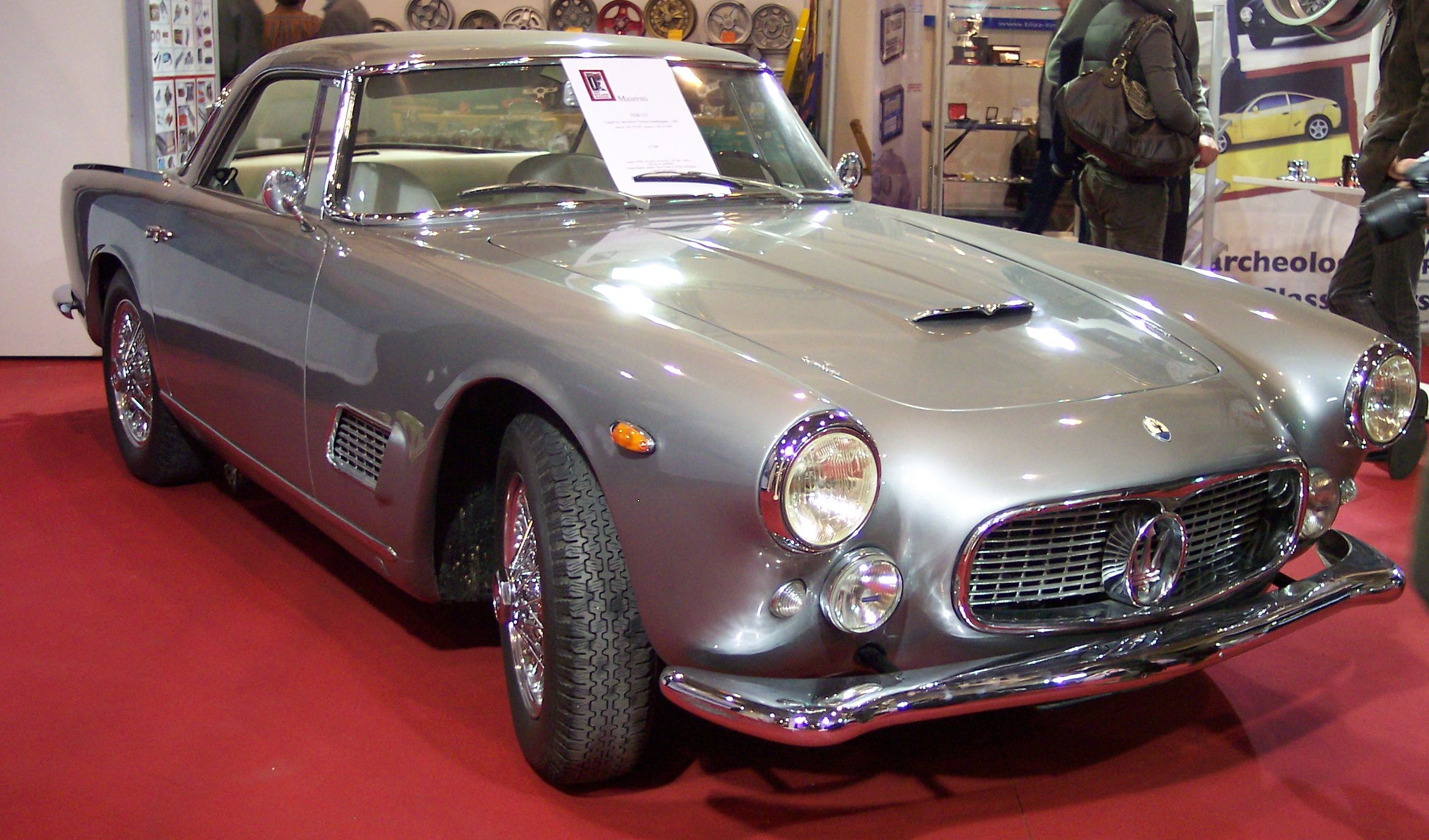

مازراتی ۳۵۰۰ (Maserati ۳۵۰۰) خودرویی است که در سال‌های ۱۹۵۷–۱۹۶۴تولید شده‌است.
این خودرو در کلاس خودرو GT قرار گرفته و طراحی آن خودروهای موتور جلو-محور عقب بوده وزن آن در حالت طبیعی ۱٬۴۶۶ کیلوگرم (۳٬۲۳۲ پوند) است.
موتور آن ۳۴۸۵ سی‌سی سیستم جعبه‌دندهٔ آن ۵ دنده است.